# Eugenópolis
Eugenópolis là một đô thị thuộc bang Minas Gerais, Brasil. Đô thị này có diện tích 310,538 km², dân số năm 2007 là 10291 người, mật độ 31,3 người/km².